# Ken Nelson
Ken Nelson (ur. 6 lutego 1959 w Liverpoolu, w Wielkiej Brytanii) – brytyjski producent muzyczny.
Po kilku latach pracy z niezależnymi artystami, m.in. Hellfire Sermons, zanotował sukces z zespołem Gomez oraz międzynarodowy sukces z pierwszą płytą Coldplay. Poza tym pracował z takimi artystami jak Badly Drawn Boy, Howling Bells, The Charlatans, Echo & the Bunnymen, Kings of Convenience, Orange Lights, Ray LaMontagne, Feeder, Skin, Snow Patrol, Polly Paulusma i Paolo Nutini.
Wygrał trzy nagrody Grammy, dwie statuetki Mercury Prize, a także został wybrany "Producentem roku" (Producer of the Year) przez magazyn Music Week w 2003 roku.

## Dyskografia
- 1998: Gomez – Bring It On
- 1999: Gomez – Liquid Skin
- 2000: Coldplay – Parachutes
- 2002: Coldplay – A Rush of Blood to the Head
- 2005: Coldplay – X&Y